# Цибулька, Николай
Николай Цибулька (в польских источниках Cybulka и Cébulka; ок. 1380 — до 22 марта 1456) — литовский дипломат, предположительно чешского происхождения. В 1407—1414 годах был каноником, затем — светским человеком. Считается крупнейшим литовским дипломатом XV века.
С 1407 года был секретарём великого князя литовоского Витовта, который поручал ему различные дипломатические миссии, например, в 1409 году — к императору Венцеславу, который являлся посредником в споре Витовта с Тевтонским орденом, в 1413 году — к тевтонским рыцарям, в 1415 году — на собор в Констанце, а в 1420 году — к императору Сигизмунду по тому же поводу. Заключение в 1424 года мира с орденом было главной заслугой Цибульки.